# Чумак Катерина
Катери́на Чума́к (* 1998) — українська гандболістка.

## З життєпису
Народилась 1988 року. Виступала за клуб «Yenimahalle Bld. СК» і збірну України.
Виступала за «ГК Мотор Запоріжжя» (2005—2009) і «Запоріжжя-ЗДІА» (2009—2011), у польських клубах (2012—2013; Нови Сонч).
2013 року перейшла до турецької команди «Muratpaşa Bld. СК», відіграла один сезон. Надалі виступає за «Yenimahalle».